# Màrius Carretero
Màrius Carretero (Lleida, Catalunya, 14 de novembre de 1946 - Lleida, 26 de juliol de 2010) fou un pintor català que emprava l'aquarel·la.
Va ser alumne de l'Escola Maristes de Lleida i estudià com a delineant. Es va maridar l'any 1970 amb Maribel Castán i va tenir dos fills: Núria (1970) i Víctor (1971). Va ser un dinamitzador cultural de la província de Lleida, artista fundador de l'Associació d'Artistes Arts de Ponent i creador de les fires de la plaça de l'Ereta i també de la Fira d'Art de la Tardor.
Des de la primera exposició a la Galeria Mikonos de Lleida fins a la pòstuma de la sala de l'Arnau de Vilanova, en Màrius en va fer centenars, tant d'individuals com de col·lectives. La majoria van ser al territori català, d'on en destaquen les d'Estudis Ilerdencs, sala d'Exposicions Arnau de Vilanova i Biennal d'Artistes al Palau de Pedralbes de Barcelona entre moltes d'altres. També n'hi va haver pel territori espanyol, com a Madrid, Andalusia i Osca, entre d'altres. A nivell internacional va exposar a Andorra, França i Àustria, concretament a la sala Cal Gallery de Viena. La seva obra també va viatjar a terres nord-americanes i cal assenyalar les exposicions de Nova York, Buffalo i Florida com a més rellevants. A Amèrica Central la seva obra va estar a l'Octava Bienal de Acuarela de México i va tenir un gran reconeixement a Sud-americà, concretament a Venezuela i a Argentina.
Va donar obres a diferents fundacions i associacions com la Creu Roja, l'Associació Anti-Sida, i també va col·laborar amb xerrades i classes de pintura a diferents associacions culturals.
Va morir el dia 26 de juliol de 2010 a l'associació Aspid, mentre impartia una classe d'aquarel·la. Entre el juliol del 2010 i el juliol del 2011 es feren diversos actes per homenatjar-lo.